# Rhaphium crinitum
Rhaphium crinitum är en tvåvingeart som beskrevs av Negrobov 1991. Rhaphium crinitum ingår i släktet Rhaphium och familjen styltflugor. Inga underarter finns listade i Catalogue of Life.